# 翼鳞皮蚌
翼鳞皮蚌（学名：Lepidodesma aligera）为蚌科珠蚌亚科鳞皮蚌属的淡水动物。

## 分佈與棲息地
本物種分佈於鄱陽湖。

## 外部連結
- 維基物種上的相關：翼鳞皮蚌